# Joseph Kearns
Joseph Kearns (Salt Lake City, 12 febbraio 1907 – Los Angeles, 17 febbraio 1962) è stato un attore e insegnante statunitense.

## Biografia
Iniziò a recitare nel 1947 e prese parte anche a film d'animazione come Alice nel Paese delle Meraviglie (1951).
Fu anche insegnante di recitazione dopo essersi laureato all'Università dello Utah.
Morì nel 1962, a 55 anni, per una emorragia cerebrale.

## Filmografia

### Cinema
- I trafficanti (The Hucksters), regia di Jack Conway (1947)
- Hard, Fast and Beautiful, regia di Ida Lupino (1951)
- Alice nel Paese delle Meraviglie (1951) - voce
- Papà Gambalunga (Daddy Long Legs), regia di Jean Negulesco (1955)
- Our Miss Brooks, regia di Al Lewis (1956)
- Al centro dell'uragano (Storm Center), regia di Daniel Taradash (1956)
- Siete tutte adorabili (The Girl Most Likely), regia di Mitchell Leisen (1958)
- Dono d'amore (The Gift of Love), regia di Jean Negulesco (1958)
- Anatomia di un omicidio (Anatomy of a Murder),  regia di Otto Preminger (1959)

### Televisione
- Jerks of All Trades – film TV (1949)
- The George Burns and Gracie Allen Show – serie TV, 10 episodi (1951-1954)
- Lucy ed io (I Love Lucy) – serie TV, 2 episodi (1952-1957)
- Goodyear Television Playhouse – serie TV, un episodio (1952)
- Our Miss Brooks – serie TV, 9 episodi (1953-1955)
- The Adventures of Ozzie & Harriet – serie TV, 15 episodi (1953-1959)
- The Jack Benny Program – serie TV, 8 episodi (1953-1961)
- Willy – serie TV, 2 episodi (1954-1955)
- General Electric Theater – serie TV, 2 episodi (1954-1957)
- I Married Joan – serie TV, un episodio (1954)
- It's a Great Life – serie TV, 4 episodi (1955-1956)
- Lux Video Theatre – serie TV, 3 episodi (1955-1956)
- Professional Father – serie TV, 4 episodi (1955)
- La mia piccola Margie (My Little Margie) – serie TV, un episodio (1955)
- Studio 57 – serie TV, un episodio (1955)
- December Bride – serie TV, 3 episodi (1956-1957)
- Screen Directors Playhouse – serie TV, episodio 1x32 (1956)
- How to Marry a Millionaire – serie TV, 8 episodi (1957-1959)
- Conflict – serie TV, episodio 1x09 (1957)
- Make Room for Daddy – serie TV, un episodio (1957)
- Mr. Adams and Eve – serie TV, episodio 1x12 (1957)
- Schlitz Playhouse of Stars – serie TV, un episodio (1957)
- Il carissimo Billy (Leave It to Beaver) – serie TV, un episodio (1957)
- The Real McCoys – serie TV, un episodio (1957)
- Bachelor Father – serie TV, un episodio (1957)
- The Court of Last Resort – serie TV, episodio 1x10 (1957)
- Gunsmoke – serie TV, 4 episodi (1958-1959)
- Shower of Stars – serie TV, un episodio (1958)
- Perry Mason – serie TV, un episodio (1958)
- Dennis the Menace – serie TV, 102 episodi (1959-1962)
- The Ann Sothern Show – serie TV, un episodio (1959)
- Peter Gunn – serie TV, episodio 1x22 (1959)
- The Donna Reed Show – serie TV, un episodio (1960)
- Angel – serie TV, un episodio (1960)

## Doppiatori italiani
- Giorgio Capecchi in Alice nel Paese delle Meraviglie
- Giulio Panicali in Anatomia di un omicidio